# Coniopteryx (Xeroconiopteryx) minana
Coniopteryx (Xeroconiopteryx) minana is een insect uit de familie dwerggaasvliegen (Coniopterygidae), die tot de orde netvleugeligen (Neuroptera) behoort. De soort komt voor in China.